# Kultura imeretyjska
Kultura imeretyjska – rozwój owej jednostki kulturowej wyznaczają daty od ok. 9 do ok. 8 tys. lat temu. Zespół zjawisk kulturowych utożsamianych z kulturą imeretyjską obejmował swym zasięgiem obszar stepów nadczarnomorskich do ujścia Dunaju. Inwentarz kamienny w owej kulturze reprezentowany jest przez zbrojniki trapezoidalne jak również segmenty. Gospodarka kultury imeretyjskiej miała charakter mieszany.